# Tvornica limene ambalaže 8. mart
Tvornica limene ambalaže 8. mart, poduzeće u Veloj Luci.
Tvornica je osnovana 1965. godine. Nazvana je po nadnevku Međunarodnoga dana žena.
Zaposlenici su prvih godina bili 80 posto nekvalificirana radna snaga i plaće su bilie minimalne. 1970-ih je s proizvodnjom limene ambalaže postigla veliki uspjeh te zavidan standard plaće na razini cijele bivše države. Vrhunac proizvodnje popularne Ambalaže bio je 50 milijuna kutija godišnje. Uz to su se bavili i obrtničkim djelatnostima. Proizvodni asortiman je bio vrlo širok. Poduzeće je bilo društveni korektiv i zapošljavalo je osobe koje teže nalaze posao, uglavnom nekvalificiranu žensku radnu snagu. Početkom 21. stoljeća stala je s proizvodnjom. Iz tvornice se izvuklo sve vrijedno i ostali su tek goli zidovi. Na javnoj dražbi 2015. godine tvornica prodana za 386 tisuća kuna privatnom poduzetniku. Početna cijena je bila 3,5 milijuna kuna, a općina nije pokušala zadržati prostor. Prostori nisu zamrli. Zadnjih godina veloluški likovnjaci od 2014. godine u njoj održavaju multimedijalne izložbe. Koncem ožujka 2017. Udruga Likovno stvaralaštvo organizirala je u njoj prostor za radionicu i započeli su s izradom mozaika te je od onda neprestano živo u prostoru tvornice. Udruga svakog dana koordinira izradu mozaika te osigurava alat, materijal i edukaciju sudionicima.